# Ragnar Christiansen
Ragnar Karl Viktor Christiansen (* 28. Dezember 1922 in Drammen, Fylke Buskerud; † 18. Februar 2019) war ein norwegischer Politiker der Arbeiderpartiet (Ap), der fast 20 Jahre lang Mitglied des Storting sowie zwischen 1971 und 1972 Finanzminister in der ersten Regierung von Staatsminister Trygve Bratteli und von 1976 bis 1977 Verkehrsminister in der Regierung von Ministerpräsident Odvar Nordli war. Später fungierte er zwischen 1980 und 1988 als Fylkesmann des Fylke Buskerud. 

## Leben

### Eisenbahner und Kommunalpolitiker
Christiansen, Sohn des Gärtners Hans Rudolf Christiansen und der Arbeiterin Elsa Viktoria Sjøgren, begann nach dem Besuch der Mittelschule 1940 eine Tätigkeit als Bote beim staatlichen Eisenbahnunternehmen Norges Statsbaner im Distrikt Drammen und wurde dort 1941 Verkehrsschüler. Nach Abschluss der Eisenbahnschule (Jernbaneskolen) wurde er 1942 Telegrafist beim NSB-Distrikt Drammen und war dort bis 1957 tätig.
Während dieser Zeit begann Christiansen auch seine politische Laufbahn in der Kommunalpolitik und war zwischen 1945 und 1955 als Vertreter der Ap Mitglied des Gemeinderates von Nedre Eiker, dessen Gemeindevorsteher er von 1955 bis 1957 war. Gleichzeitig war er zwischen 1955 und 1957 Mitglied des Provinzparlaments (Fylkesting) von Buskerud und gehörte danach von 1957 bis 1957 dem Gemeindevorstand von Nordre Eiker an. Daneben war er zwischen 1946 und 1947 Vorsitzender des Jugendverbandes der Arbeiterpartei AUF (Arbeidernes Ungdomsfylking) im Fylke Buskerud und von 1948 bis 1954 erstmals Vorsitzender der Ap von Nedre Eiker.
Nach einem Studienaufenthalt in den USA war er von 1957 bis 1961 zuständiger Mitarbeiter für den Güterverkehr im Distrikt Drammen, dessen Leiter er schließlich zwischen 1961 und 1977 war.

### Storting-Mitglied und Parteifunktionär
Nachdem er von 1950 bis zur Wahl vom 6. Oktober 1957 Vize-Mitglied des Storting für das Fylke Buskerud war, wurde er 1958 für die Arbeiderpartiet zum Mitglied des Storting gewählt und vertrat dort fast 20 Jahre lang bis zur Wahl am 12. September 1977 ebenfalls das Fylke Buskerud, wobei er seit der Wahl vom 13. September 1965 den ersten Listenplatz für das Fylke innehatte.
Des Weiteren fungierte Christiansen zwischen 1953 und 1960 als Vorsitzender des Verbraucherrates sowie zugleich von 1957 bis 1963 als Vorsitzender des Qualitätskontrollausschusses für Verbrauchsmaterialien. Er war außerdem zwischen 1955 und 1966 Vorsitzender der Arbeiterpartei im Fylke Buskerud und von 1961 bis 1962 erneut Vorsitzender der Ap von Nedre Eike.
Außerdem war er von 1963 bis 1965 Vize-Mitglied des Landesvorstandes beziehungsweise zwischen 1965 und 1977 Vize-Mitglied des Zentralvorstandes der norwegischen Arbeiterpartei.
Während seiner Parlamentszugehörigkeit war Christiansen vom 1. Oktober 1965 bis zum 17. März 1971 Sekretär des Fraktionsvorstandes der Arbeiderpartiet im Storting. Ferner war er zwischen dem 15. Oktober 1965 und dem 30. September 1967 Vize-Vorsitzender des Storting-Ausschusses für Finanzen und Zölle beziehungsweise anschließend vom 1. Oktober 1967 bis zum 17. März 1971 Vize-Vorsitzender des Finanzausschusses des Storting. Darüber hinaus war er von 1966 bis 1969 erneut Vorsitzender der Ap von Nedre Eiker.

### Minister und Fylkesmann
Am 17. März 1971 wurde er von Ministerpräsident Trygve Bratteli als Finanzminister (Finansminister) in dessen erste Regierung berufen, der er bis zum Ende von Brattelis Amtszeit am 18. Oktober 1972 angehörte.
Danach war er vom 1. Oktober 1973 bis zum 15. Januar 1976 Vize-Vorsitzender der Ap im Storting sowie zeitgleich zwischen dem 18. Oktober 1973 und dem 15. Januar 1976 Vorsitzender des Finanzausschusses des Storting.
In der Regierung von Ministerpräsident Odvar Nordli wurde Christiansen am 15. Januar 1976 Verkehrsminister (Samferdselsminister) und bekleidete dieses Ministeramt bis zur Kabinettsumbildung am 11. Januar 1978. Sein Nachfolger wurde daraufhin Asbjørn Jordahl.
Nach seinem Ausscheiden aus Regierung und Storting wurde Christiansen 1978 zunächst Mitglied der Provinzregierung (Fylkesrådmann) von Buskerud, ehe er im Anschluss 1980 Nachfolger von Gunnar Alf Larsen als Regierungspräsident (Fylkesmann) der Provinz Buskerud wurde und dieses Amt bis zu seiner Ablösung durch Leif Haraldseth 1988 bekleidete.
Daneben fungierte er zwischen 1980 und 1988 als Vorsitzender des Provinz-Steuergerichts von Buskerud sowie von 1980 bis 1982 als Vorsitzender der Nationalen Lohnschlichtungsstelle (Rikslønnsnemnda). Ferner war er von 1983 bis 1992 Vorstandsvorsitzender der Staatlichen Getreidevereinigung (Statens Kornforretning), ein 1928 gegründetes Staatsunternehmen, das Bauern in Krisenzeiten den Zugang und die Bereitstellung von Getreide gewährleisten sollte, um dadurch Hungersnöte und die Schließung von Betrieben zu verhindern. Später war Christiansen von 1989 bis 1992 noch Vorsitzender des Ausschusses zur Gebietsaufteilung von Kommunen und Provinzen.

## Veröffentlichung
- Fra storting og styringsverk : erindringer fra et liv i politisk arbeid, Autobiografie, 2006